# Сексуальные меньшинства
Сексуа́льные меньши́нства (англ. sexual minority) — собирательный термин, используемый для обозначения людей, чья сексуальность отличается от общественного большинства. Другим обозначением таких людей используется зонтичный термин квиры.
Данный термин может иметь различные интерпретации, от достаточно узких, включая лишь гомосексуалов, до достаточно широких, включая всех лиц, чья сексуальная ориентация, сексуальные предпочтения или сексуальное поведение выходят за рамки привычных полоролевых моделей. В основном этот термин используется для обозначения негетеросексуальных и нецисгендерных людей, но он также обозначает асексуалов, небинарных людей, интерсексов, полиаморов, фетишистов и т.д.
Существует мнение, что фраза «сексуальные меньшинства» по отношению к гомосексуальным или бисексуальным людям не является корректной и может вызвать обиду.

## Отнесение к группам меньшинств
Вопрос о приемлемости объединения столь разрозненных групп людей в группу меньшинств является дискуссионным. Несомненно, численно эта группа людей (при любом толковании) является меньшинством, однако у членов этой группы отсутствует общее чувство принадлежности к единой группе. Существующие у одних исследователей мнения относительно того, что объединяющим критерием является единая квир-культура оспариваются другими авторами, так как то, что принято обозначать ЛГБТ-культурой, может быть весьма различным, поэтому многие гомосексуалы и не могут идентифицировать себя с какой-либо ЛГБТ-культурой.

ЛГБТ-сообщество состоит из множества различных групп, которые всё чаще называют сексуальными и гендерными меньшинствами. Классификация лесбиянок, геев и бисексуалов в рамках научных исследований обычно производится на основе сексуальной ориентации. Термин «сексуальная ориентация» охватывает больше, чем сексуальное поведение, поскольку люди могут идентифицировать себя с определенной группой сексуального меньшинства, не выражая такого поведения.
Оригинальный текст (англ.)The LGBT population comprises many diverse groups, increasingly referred to as sexual and gender minorities. The classification of lesbians, gays, and bisexuals within research studies is generally made on the basis of sexual orientation. The term sexual orientation encompasses more than sexual behavior, because individuals may identify with a specific sexual minority group without expressing those behaviors.
— Здоровье сексуальных и гендерных меньшинств: что мы знаем и что нужно сделать, American  Journal  of  Public  Healt № 6 июнь 2008
В понятие «сексуальные меньшинства» обычно не включаются группы лиц, чьи сексуальные пристрастия определяются медициной как парафилии (МКБ-11 выделяет следующие расстройства сексуального предпочтения: эксгибиционизм, вуайеризм, педофилия, зоофилия, некрофилия и другие), относятся к гиперсексуальности, либо реализация сексуальных пристрастий которых происходит не по обоюдному согласию между взрослыми.

## Сексуальные меньшинства и общество
Согласно опросу общественного мнения, проведённому в России в апреле 2005 года Левада-Центром по заказу Благотворительного фонда «Радуга» и GayRussia.Ru, за уголовное преследование гомосексуальных отношений между совершеннолетними людьми по взаимному согласию высказалось большинство опрошенных — 43,7 % (против — 37,9 %, остальные затруднились с ответом).
В связи с намерением сексуальных меньшинств в 2006 году провести парад в Москве Фонд «Общественное мнение» организовал социологический опрос, в результате которого были выявлены следующие тенденции в отношении российского общества к сексменьшинствам:

…в российском обществе нет однозначного отношения к представителям сексуальных меньшинств: почти половина респондентов (47 %), по их признанию, относятся к гомосексуалистам и лесбиянкам с осуждением (причём такое мнение чаще других разделяют мужчины и представители наименее ресурсных социальных групп: люди старшего возраста, малообразованные граждане и жители сёл); немногим меньше (40 %) — заявляющих, что они относятся к представителям сексменьшинств без осуждения (такую позицию чаще разделяют женщины, молодёжь, высокообразованные респонденты, а также жители Москвы и остальных мегаполисов). Еще 13 % опрошенных затруднились выразить свое отношение к людям нетрадиционной сексуальной ориентации.
— Фонд «Общественное мнение», 8 июня 2006

Сексуальная ориентация дана человеку от природы, считают 34 % участников опроса, 50 % уверены, что это вопрос личного выбора. Половина опрошенных придерживаются мнения, что если человек принадлежит к сексуальному меньшинству, ему надо это скрывать, 21 % (среди имеющих знакомых представителей ЛГБТ 29 %) уверены, что скрывать свою ориентацию не следует.
— Фонд «Общественное мнение», 13 июня 2019